# جيري كليبورن
جيري كليبورن (بالإنجليزية: Jerry Claiborne)‏ هو لاعب كرة قدم أمريكية أمريكي، ولد في 2 أغسطس 1928 في هوبكينزفيل في الولايات المتحدة، وتوفي في 24 سبتمبر 2000.